# Spizocorys personata
A Spizocorys personata a verébalakúak (Passeriformes) rendjébe, ezen belül a pacsirtafélék (Alaudidae) családjába és a Spizocorys nembe tartozó, 15 centiméter hosszú madárfaj. Etiópia és Kenya szubtrópusi és trópusi száraz füves, bozótos területein él. Magokkal és rovarokkal táplálkozik.

## Alfajok
- S. p. personata (Sharpe, 1895) – kelet-Etiópia;
- S. p. yavelloensis (Benson, 1947) – dél-Etiópia, észak-Kenya;
- S. p. mcchesneyi (Williams, 1957) – észak-Kenya (Marsabit Nemzeti Park);
- S. p. intensa (Rothschild, 1931) – Kenya középső része.

## Fordítás
- Ez a szócikk részben vagy egészben  a   Masked lark című angol Wikipédia-szócikk fordításán alapul.  Az eredeti cikk szerkesztőit annak laptörténete sorolja fel. Ez a jelzés csupán a megfogalmazás eredetét és a szerzői jogokat jelzi, nem szolgál a cikkben szereplő információk forrásmegjelöléseként.